# ينس كريستيان هاوغ
ينس كريستيان هاوغ هو مقاوم ومحامي وسياسي نرويجي، ولد في 15 مايو 1915 في Ljan ‏ في النرويج، وتوفي في 30 أكتوبر 2006 في أوسلو في النرويج. نشط حزبياً في حزب العمال. وقد انتخب  (28 يونيو 1945 – 5 نوفمبر 1945) وانتخب Minister of Justice and Public Security ‏ (22 يناير 1955 – 1 نوفمبر 1955) وانتخب وزير الدفاع ‏ (5 نوفمبر 1945 – 5 يناير 1952).